# Ivan Niňaj
Ivan Niňaj (* 18. července 1954 – 29. března 2015, Bratislava, Slovensko) byl slovenský sportovní komentátor Československé televize a později STV a RTVS.
Komentoval zejména lední hokej, ale také stolní tenis, dostihy a cyklistiku.
Během své kariéry komentoval v průběhu 29 roků celkem 25 mistrovství světa v ledním hokeji, první bylo MS 1985 v Praze, kde československá hokejová reprezentace získala svůj šestý titul, poslední pak MS 2014 v běloruském Minsku.
Na jaře 2003 po jmenování Richarda Rybníčka ředitelem STV opustil, vrátil se v roce 2008, kdy se novým ředitelem stal Štefan Nižňanský. Niňaj se tehdy stal šéfem sportovní redakce. 

Jeho komentátorský styl měl řadu příznivců i odpůrců. Fanoušci nespokojení s jeho stylem založili internetovou stránku s názvem Niňajov svet, kde uváděli jeho výroky, které často neodpovídaly realitě (některé z nich časem zlidověly). Později zde přibývaly i přeřeky jiných komentátorů. Jeho filozofií však bylo komentovat utkání takovým způsobem, aby mu porozuměli jak odborníci, tak i laici v daném sportu.
Zemřel 29. 3. 2015 ve věku 60 let po vleklých zdravotních problémech v nemocnici v bratislavské Petržalce.

## Citát
„Inkasoval úder, ktorému sa vyhol.“ – Ivan Niňaj